# Steven L. Smith
Pour les articles homonymes, voir Steven Smith et Smith.
Steven Lee Smith est un astronaute américain né le 30 décembre 1958. Il a été plus de 49 heures et 25 minutes dans l'espace en cumulant son temps.

## Vols réalisés
- Endeavour STS-68, septembre 1994
- Discovery STS-82, février 1997 : Steven Smith réalise 3 EVAs (sur les 5 effectuées par l'équipage) destinées à la maintenance du Télescope spatial Hubble.
- Mission STS-103, décembre 1999 : nouvelle mission de maintenance du télescope. Smith effectue 2 sorties extravéhiculaires sur les 3 nécessitées pour la mission.
- Atlantis STS-110, avril 2002 : installation de la poutre SO (S-Zero) de la station spatiale ISS. (Smith participe à 2 des 4 sorties).